# Cufic (navire de 1888)
Pour les articles homonymes, voir Cufic.
Le Cufic est le premier cargo transporteur de bétail de la White Star Line, mis en service en 1888. Construit par les chantiers Harland & Wolff de Belfast, il est le premier navire des chantiers à être équipé de machines alternatives à triple expansion. Un sister-ship le rejoint dès l'année suivante, le Runic. Ensemble, et rapidement rejoints par plusieurs autres navires occupant cette fonction, ils transportent du bétail américain à destination de l'Angleterre, entre New York et Liverpool.
En 1896, le navire est affrété par une entreprise de Cadix, la Compañía Trasatlántica Española, afin de transporter des chevaux à Cuba en prévision de la guerre hispano-américaine. Durant ce service, qui dure jusqu'en 1898, il est renommé Nuestra Senora de Guadalupe. Il reprend ensuite son service pour la White Star avant d'être vendu, en 1901, à la Dominion Line qui le renomme Manxman. Il est alors utilisé sur la ligne transatlantique, à destination du Canada, de New York ou de la Nouvelle-Orléans selon les saisons.
En 1915, il est racheté par la compagnie Elder Dempster qui ne change pas son nom et l'utilise peu de temps à destination de l'Afrique. Dès 1916, il est racheté par une entreprise canadienne afin d'être utilisé à terme par le gouvernement. Dès avril 1917, il est réquisitionné par les britanniques qui l'utilisent comme transport de troupes durant la Première Guerre mondiale. Libéré du service en 1919, il est racheté par l'Universal Transport Company de New York, qui ne le renomme pas. Le 18 décembre suivant, pris dans la tempête, le navire sombre en faisant quarante victimes.

## Histoire

### Premier transporteur de bétail de la White Star Line
Au milieu des années 1880, la White Star Line abandonne totalement ses navires à voiles, et recherche de nouveaux débouchés. C'est dans cette optique que la compagnie se lance dans la construction de navires destinés au transport de bétail et de chevaux, pouvant également transporter diverses marchandises, et éventuellement quelques passagers. Le transport de bétail depuis les États-Unis est alors en plein essor : la pratique est née en 1874 lorsque l'Europe transporte quelque 370 têtes de bétail à Liverpool. Ce trafic augmente rapidement, au point qu'en 1889, quelque 450 000 animaux sont ainsi débarqués. Le Cufic et son jumeau, le Runic sont les premiers navires commandés par la White Star dans cette optique. Construit dans les chantiers Harland & Wolff de Belfast, le premier est lancé le 10 octobre 1888.
La suite de la construction est assez courte, puisque le navire quitte Liverpool pour New York le 8 décembre suivant, entamant sa traversée inaugurale. Durant ce voyage, comme pendant les suivants, le Cufic transporte en Amérique diverses marchandises, et ramène un millier de têtes de bétail, tentant de les faire voyager dans les meilleures conditions possibles. Il n'est en effet pas rare que les bêtes, entassées dans des espaces réduits sur la plupart des navires de ce type, meurent à cause des conditions de voyage ou des maltraitances de la part de ceux qui les accompagnent. La White Star établit des règlements stricts demandant aux capitaines de veiller à la bonne santé des animaux, afin qu'ils arrivent à bon port et que leur disparition n'entame pas les bénéfices du propriétaire. Le Cufic et son jumeau rencontrent un grand succès, poussant la White Star à mettre en service des navires toujours plus gros afin d'accomplir cette fonction : le Nomadic, le Tauric, le Bovic, le Naronic, le Cevic et le Georgic. Les premières années de carrière du Cufic sont sans histoires, et le navire parvient généralement à remplir sa mission, le bétail arrivant généralement sauf au port. En 1895, son capitaine de l'époque, Edward Smith, rapporte cependant la perte de 75 bêtes durant une traversée.

### Changements de noms et d'affectations
En 1896, le Cufic ayant été rejoint par suffisamment de navires, il n'est plus essentiel à la White Star qui conclut un contrat d'affrètement avec la Compania Trasatlantica Española de Cadix. Durant deux ans, le navire, renommé Nuestra Senora de Guadalupe, transporte des chevaux entre l'Espagne et Cuba durant les prémices de la guerre hispano-américaine. Une fois ce service terminé, le navire reprend son nom et son service d'origine, en 1898. C'est dans ce contexte que, le 16 décembre 1900, il perd son unique hélice en pleine traversée de l'Atlantique. Le Kansas City le repère, immobilisé, mais trois jours de tempête l'empêchent d'attacher un câble de remorque ;  le commandant en second du Cufic se noie dans le cadre des opérations. C'est finalement le vapeur Throstlegarth qui parvient à le remorquer jusqu'à Queenstown puis Liverpool, où il est réparé. Pour son aide, le Kansas City reçoit 6 800 livres de récompense.
Quelques mois plus tard, en 1901, le Cufic est vendu à la Mississippi & Dominion Line Steamship Co. qui le renomme Manxman, et l'affecte durant l'hiver sur la route entre Liverpool et le Canada ou les États-Unis, et durant l'été sur la route de Liverpool à la Nouvelle-Orléans. Il reste près de quinze ans sur cette ligne sans que son service ne soit troublé. En 1915, il est racheté par la compagnie Elder Dempster, qui l'utilise pour sa part entre Liverpool et l'Afrique de l'Ouest. Ce service est de courte durée : dès 1916, il est racheté par R. Lawrence Smith de Montréal, afin d'être utilisé par le gouvernement canadien désireux d'utiliser sa capacité de charge.
Le 1er avril 1917, dans le cadre du Liner Requisition Scheme, le navire est réquisitionné pour transporter des chevaux et du charbon entre l'Amérique et l'Europe, contribuant aux opérations de la Première Guerre mondiale. En une occasion, il se rend également en Afrique du Sud. En février 1919, libéré de son service militaire, il est vendu à l'Universal Transport Company qui lui conserve son nom. Cette nouvelle vie est de courte durée. Le 17 décembre 1919, alors qu'il effectue une traversée entre Portland et Gibraltar, il est pris dans une tempête et commence à prendre l'eau. Le navire British Isles tente de le prendre en remorque, sans succès. Le matin suivant, les deux navires se perdent de vue alors que la mer est secouée par une forte houle. Lorsqu'elle se calme, il ne reste du Manxman que des épaves et un canot dont l'équipage tente de repêcher des survivants. Finalement, le British Isles parvient à sauver seize hommes, dont le deuxième officier du navire. Au moins quarante autres périssent dans le naufrage,.

## Caractéristiques
Le Cufic est, lors de sa mise en service, le plus gros cargo de l'Atlantique Nord. Il mesure ainsi 131,3 mètres sur 13,8 et jauge 4 639 tonneaux. Cette taille lui permet de transporter 6 000 tonnes de marchandises, ou encore 1 000 animaux. Le Cufic peut également transporter à l'occasion quelques passagers en leur offrant un confort relatif.
Le navire arbore le profil de bien des navires de la White Star Line dans les années 1880, avec une cheminée aux couleurs de la compagnie (ocre brun à manchette noire) et quatre mâts dont le premier peut porter des voiles,. Il est aussi le premier navire de la compagnie à être propulsé par une hélice alimentée par une machine à triple expansion, beaucoup plus économique que les machines alternatives compound utilisées jusque-là. Cela lui permet d'atteindre une vitesse moyenne de 13 nœuds et de la maintenir par tous temps tout en réalisant d'importantes économies de charbon. Avec le Runic, le Cufic est le dernier navire de la White Star n'ayant qu'une seule hélice. Dès 1889 et l'arrivée du Teutonic, les paquebots sont désormais propulsés par deux hélices, assurant une plus grande sécurité face aux pannes diverses.